# Galgogoppe
Galgogoppe är en kulle i Finland, på gränsen till Norge. Den ligger i Enontekis i landskapet Lappland, i den norra delen av landet, 1 000 km norr om huvudstaden Helsingfors. Toppen på Galgogoppe är 643 meter över havet.
Terrängen runt Galgogoppe är kuperad.  Trakten runt Galgogoppe är nära nog obefolkad, med mindre än två invånare per kvadratkilometer. Närmaste större samhälle är Kilpisjärvi, 8,7 km söder om Galgogoppe. Omgivningarna runt Galgogoppe är i huvudsak ett öppet busklandskap.